# Irene Grüning
Irene Grüning (* 1900 in Sankt Petersburg; † 9. Dezember 1955 in München) war eine deutsch-russische Historikerin und Hochschullehrerin. Ihre Forschungsschwerpunkte lagen  auf der Osteuropäischen und der politischen Geschichte Russlands. Diese Forschung in den Randdisziplinen der Geschichtswissenschaft ermöglichte ihr einen Zugang zur wissenschaftlichen Arbeit. Damit zählt sie zur ersten Generation habilitierter Historikerinnen in Deutschland.

## Leben
Irene Grüning wurde 1900 in Sankt Petersburg als Tochter einer deutschen Arztfamilie geboren. Sie arbeitete bis 1945 für die osteuropäische Forschungsgemeinschaft (OEFG), früher bekannt als die außeruniversitäre Forschungseinrichtung „Sammlung Leibbrandt“ welche sich in der ostpreußischen Stadt Tilsit befand. Bei Kriegsende befand sich Grüning in Prag, um dort Material für ihre Forschung zur Geschichte der Ostkirchen zu sammeln. Sie verließ Prag und ging nach Österreich, wo sie als Hausmädchen in einer Pension arbeitete. Im Sommer 1946 siedelte sie schließlich nach München um, um dort an der philosophischen Fakultät einen Antrag auf Zulassung für ein Habilitationsverfahren – an der Ludwig-Maximilians-Universität München – zu stellen. Grüning starb 1955 in München.

## Ausbildung und beruflicher Werdegang
Von 1910 bis 1917 besuchte Irene Grüning das Mädchengymnasium der Reformierten Gemeinde in St. Petersburg. Anschließend studierte sie an der Berliner Universität Geschichtswissenschaften, wobei sie sich früh auf das Seminar für Osteuropäische Geschichte und Landeskunde konzentrierte. Bei diesem handelte es sich um die bedeutendste Institution innerhalb der historischen Osteuropaforschung der Weimarer Republik. Insgesamt existierten nur vier weitere Universitäten, die Forschung zu diesem Themenkomplex betrieben. Grüning gehörte 1929/30 zu insgesamt 60 Absolventen im Forschungsbereich der Osteuropäischen Geschichte.
Nach einem Forschungsaufenthalt in Helsinki reichte Grüning 1927 schließlich ihre Dissertation über „Die russische öffentliche Meinung und ihre Stellung zu den Großmächten vom Berliner Kongress bis zum Abschluss des franke-russischen Bündnisses“ an der Berliner Universität ein, die 1931 von Fritz Epstein in der Zeitschrift: Zeitschrift für Politik rezensiert wurde. In ihrer Arbeit hatte sie die zeitgenössische russische Presse hinsichtlich der russisch-französischen Beziehung ausgewertet. Sie zeigte dabei auf, dass bereits 1894 Spannungen in der deutsch-russischen Beziehung existierten, die sich letztendlich im Ersten Weltkrieg weiter verstärkten. Grüning schloss ihre Promotion mit der Note „sehr gut“ ab. Die Prüfung wurde von Otto Hoetzsch und Albert Brackmann in Osteuropäischer und Allgemeiner Geschichte abgenommen. Max Vasmer wiederum führte die Prüfung in Slawischer Philologie durch. Danach arbeitete Grüning ab 1931 an einem Habilitationsprojekt, in dem sie sich mit der russischen Außenpolitik unter Sergei Dmitrijewitsch Sasonow beschäftigte. Nach dem Ende ihres Forschungsstipendiums musste sie auf die finanzielle Unterstützung ihres Vaters zurückgreifen und zusätzlich dazu auch außerhalb der Forschung Geld verdienen, um sich finanziell absichern zu können. Erst 1938 konnte sie ihre Forschungen wieder aufnehmen, nachdem sie eine Arbeitsstelle am Osteuropa-Institut in Breslau angenommen hatte.

## Wirken
1931 bis 1935 war Grüning Redaktionsassistentin der von Otto Hoetzsch geleiteten „Zeitschrift für Osteuropäische Geschichte (ZOG)“, in der sie selbständig die umfangreiche „Bibliographie zur Osteuropäischen Geschichte“ bearbeitete. Im Mai 1935 wurde ihr Lehrer Otto Hoetzsch zwangspensioniert, die ZOG eingestellt und Grüning entlassen. Sie fand nach ihrem Ausscheiden 1935 aus dem Kontext des Berliner Seminars für Osteuropäische Geschichte neue Tätigkeitsfelder in den außeruniversitären Instituten der Osteuropaforschung.
Grüning war neben ihren Tätigkeiten in der „Kulturabteilung“ noch in die Schriftleitung der von Hans Koch seit 1935 herausgegebenen Vierteljahreszeitschrift für Kirchen- und Geistesgeschichte „Kyrios“ eingebunden. Laut des Tätigkeitsberichts 1938 erstreckten sich ihre wesentlichen Tätigkeiten innerhalb der Kulturabteilung auf die „Durchsicht von Zeitungen unter politischen und kulturellen Gesichtspunkten“. In den Arbeitsberichten wurden auch Angaben über die jeweiligen Publikations- und Vortragstätigkeit gemacht. Demnach publizierte Grüning während ihrer Breslauer Zeit lediglich einen Aufsatz in der von ihr betreuten Zeitschrift „Kyrios“. Auch hielt sie weder Vorträge noch war sie in Lehrtätigkeiten – wie etwa der Einteilung von Sprachunterricht – an der Universität oder im Institut eingebunden. In den Tätigkeitsberichten des Instituts änderte sich im Unterschied zu den anderen Mitarbeitern die Bezeichnung von Grüning erst, nachdem ihr Vorgesetzter Hans Koch das Institut 1939 verlassen hatte. In dem darauffolgenden Arbeitsbericht wurde Grüning nun auch als Dolmetscherin für Imma Swart, Mitarbeiterin in der Wirtschaftsabteilung des Instituts, eingesetzt. Dies könnte ein Hinweis darauf sein, dass die Historikerin dem früheren Institutsleiter Koch in nicht geringem Maße zugearbeitet hatte und ein Großteil ihrer Arbeitskraft durch die Aufgaben in der Schriftleitung beansprucht worden waren. Erst nach dem Weggang Kochs schien die Historikerin soweit entlastet, dass sie zur Mitarbeit in anderen Abteilungen des Instituts herangezogen werden konnte. Die Versetzung Grünings in die wirtschaftswissenschaftliche Sektion des Instituts ging einher mit dem zunehmenden Wegfall an personellen Kräften seit Beginn des Zweiten Weltkrieges. Die promovierte Historikerin wurde nun nach Bedarf im Institut eingesetzt, wobei vor allem ihre russischen Sprachkenntnisse von Interesse waren.

### Forschungstätigkeit während des Nationalsozialismus
Grüning zählte während des Nationalsozialismus nicht zu den Betroffenen der NS-Personalpolitik. Es ist davon auszugehen, dass sie vor allem seit dem Zeitpunkt ihres Berliner Arbeitsbeginns im Jahr 1940 auch vom Engpass an männlichem akademischem Personal profitierte, der immer stärker hervortrat, je länger der Krieg dauerte. Grüning bearbeitete zwei Forschungsaufträge zur Herausgabe von Quellensammlungen. Solche Quelleneditionen speisten sich zu großen Teilen aus dem Bestand geplünderter Archive in Osteuropa. Im Falle von Grünings Forschungsarbeit hatte die Forschungseinrichtung entsprechendes Aktenmaterial aus den Archiven im besetzten Odessa durch das „Einsatzkommando Nürnberg“ erhalten. In diesen militärischen Einheiten, die der Waffen-SS angehörten, waren Wissenschaftler vertreten, die unter anderem im Auftrag des Auswärtigen Amtes nach „relevantem“ Material suchten. Besonders in den Aufbauphasen von Organisationen und nach dem Wechsel von Institutsleitungen waren Historiker wie etwa Grüning im Osteuropa-Institut in Breslau, begehrte Fachkräfte. Die personelle Schnittmenge zwischen wissenschaftlichen und staatlichen sowie militärischen Institutionen – die im Verlauf des Krieges immer größer wurde – brachte schwerwiegende Veränderungen für den spezifischen Prozess geschichtswissenschaftlichen Arbeitens mit sich. Die gravierendste Änderung fand in Bezug auf den Zugang zu Quellenmaterial und die Verwendung dessen statt. Grüning musste nun nicht mehr selbst nach Quellenmaterial suchen, da dieser Forschungsschritt ihr und anderen Bearbeitern durch solche Archivbestände abgenommen worden war.
Die Neuorganisation der Osteuropaforschung führte auch zu einschneidenden ideologischen Verlagerungen innerhalb der Wissenschaftsgemeinde. Die Beschäftigung mit historischer Osteuropaforschung sollte immer offensichtlicher dazu dienen, völkerrechtliche und politische Belange des nationalsozialistischen Staates zu legitimieren. Auch einige Wissenschaftler veränderten den Zweck ihrer Forschungen, indem sie nun betonten, dass ihre Arbeiten zu einer allgemeinen Stärkung „des Deutschtums“ beitragen sollten. Durch das Programm der „Volksgeschichte“ wurde das Bewertungsschema für einen guten Geschichtswissenschaftler um die Kategorie Ethnizität erweitert. Forscher argumentierten gleichermaßen mit ihrem Status ihres „Auslanddeutschtums“, wenn sie glaubten, ihre wissenschaftliche Befähigung auf diese Weise zusätzlich besonders unter Beweis stellen zu können. Die „Sammlung Leibbrandt“ wurde ab Herbst 1942 offiziell als Publikationsstelle Ost weitergeführt, die zusammen mit der Arbeitsgemeinschaft Turkestan in Dresden dem Reichssicherheitshauptamt (VI G) unterstand und – so Michael Fahlbusch – als „Think Thank […] für den Anschluß der Gebiete östlich Stalingrads“ fungierte. Aufgrund der sich abzeichnenden militärischen Niederlage, der materiellen Engpässe im weiteren Verlauf des Krieges, sowie erheblicher Bombenschäden blieben die Forschungsergebnisse relativ unscheinbar. Die Vorarbeiten zu einem Historisch-Geographischen Atlas Russlands wurden vernichtet, so dass Grüning diese Arbeit nicht mehr abschließen konnte.

### Die Breslauer Jahre
Grüning finanzierte sich nach ihrem Ablauf des Forschungsstipendiums 1936 zunächst durch familiäre Zuwendungen, bevor sie 1938 an das Osteuropa-Institut in Breslau wechselte. Diese Anstellung erfolgte vergleichsweise spät, da ihr eine direkte Anbindung an institutionelle Wissenschaftszusammenhänge fehlte. Als Grüning ihre Stelle in Breslau antrat, waren am Institut schon tiefgreifende Veränderungen eingetreten. Politisch gewollt, musste die Erforschung der russischen Geschichte eingestellt und die Forschungen zur polnischen und schlesischen Geschichte aufgenommen werden. Grüning wandte sich daher von ihrem früheren Spezialgebiet, der außenpolitischen russischen Geschichte ab und übernahm neue Themengebiete, die der Forschungsausrichtung des Instituts entsprachen. Wissenschaftliche Organisationen wie das Osteuropa-Institut stellten für Russlandhistorikerinnen die einzigen verbliebenen Orte dar, an denen sie gemäß ihrer Profession überhaupt noch wissenschaftlich arbeiten konnten, nachdem Frauen die Laufbahn an den Universitäten erstmal verwehrt worden war. In den Folgejahren wurde Grüning ausdrücklich als Russlandexpertin gehandelt. Im September 1940 trat sie beim „wissenschaftlichen Stabe“ eines Dienstzweigs der Reichsleitung der NSDAP ein. Mit dieser Bezeichnung war die sogenannte Sammlung Leibbrandt gemeint. Der Eintritt in diesen Forschungskontext verschaffte der Russlandexpertin wieder ein breiteres Betätigungsfeld innerhalb ihres früheren Spezialgebiets.
Grüning wandte sich während der Breslauer Jahre der russischen Kirchengeschichte zu. Sie bearbeitete dieses Gebiet – als Referentin des Osteuropa-Instituts – selbständig und verfasste zwei Bände einer umfassenden „Geschichte der Ostkirche in Rußland und in der Sowjetunion“. Im Zuge des Zweiten Weltkrieges wurden allerdings alle Pläne und Vorarbeiten Grünings zerstört; wichtige Manuskripte gingen verloren.

### Die Münchner Jahre
Im Sommer 1946 siedelte Grüning nach München, um dort an der philosophischen Fakultät einen Antrag auf Zulassung für ein Habilitationsverfahren zu stellen. Ihr Zulassungsantrag traf allerdings auf formale Schwierigkeiten, da es in München keinen geeigneten Gutachter für eine Arbeit zu Osteuropäischer Geschichte gab, die an der Münchner Universität noch nicht wieder institutionell angesiedelt worden war. Trotzdem reichte Grüning ihre Monographie „Die Ostkirche in Rußland und der Sowjetunion“ als Habilitation ein. Diese Monographie basierte zwar auf den Ergebnissen der Bände, die sie für das Osteuropa-Institut verfasste, musste aber neu verfasst und recherchiert werden, da ihre Ergebnisse ja vernichtet wurden. Erst nach der Intervention des Dekans der Philosophischen Fakultät zugunsten von Grüning, fanden sich schließlich Walter Goetz und Paul Diels als Gutachter für Grünings Arbeit. Beide hoben den Wert der, wenn auch nur sehr kurzen, Arbeit hervor und betonten ihre Einmaligkeit. Durch die große Zustimmung der beiden Gutachter wurde Grüning zur Habilitation in München zugelassen. Sie war damit die erste Frau, die sich an der Münchner Universität in einem geisteswissenschaftlichen Fach habilitieren konnte. Ihren Probevortrag hielt sie Ende Januar 1947 zum Thema „Die politischen, wirtschaftlichen und kulturellen Voraussetzungen für die Entstehung des russischen Staates“. Auch nach ihrer Habilitation konnte Grüning nicht auf eine unbefristete Stelle als Dozentin hoffen. Ihre Antrag auf eine Diätendozenturstelle, bei der sie vom Sprachwissenschaftler und Slawist Diels unterstützt wurde, wurde mehrfach durch die zuständige Behörde, dem Bayerischen Staatsministerium, abgelehnt. Als Begründung wurden fehlende Dozentenstellen genannt. Die Fakultät versuchte deshalb beim Staatsministerium die Einrichtung eines besoldeten Lehrauftrags zu erreichen, bis die Verleihung einer Diätendozentur möglich werden würde.
Diels bemühte sich noch immer, Grüning eine Dozentenstelle zu verschaffen, wobei er auf starken Gegenwind seiner Historikerkollegen stieß, u. a. von Franz Schnabel, Johannes Spörl und Max Spindler. Ihnen zufolge sei das Fach der Russischen Geschichte aus politischen Gründen (Beginn des Kalten Krieges) nicht mehr förderfähig. So arbeitete Grüning lediglich als Privatdozentin an der Münchner Universität. Als sich abzeichnete, dass eine Dozentur an der Universität frei werden würde, setzte der Rektor einen Antrag an das Staatsministerium auf. Die Dozentur wurde daraufhin auf Zeit bewilligt. Als sich Ende 1955 die Verlängerung der Dozentenstelle zum dritten Mal wiederholen sollte, stellte die Hochschule die Bedingung, dass Grüning in der nun folgenden Amtszeit publizieren müsse. Dieser Bedingung stimmte Grüning am 2. Dezember 1955 per Unterschrift zu. Eine Woche später verstarb sie. 1956 wurde ihre Bibliothek, die rund 500 Bände zur russischen Geschichte enthielt, vom Osteuropa-Institut (heute: Leibniz-Institut für Ost- und Südosteuropaforschung) übernommen.

## Bedeutende Artikel
Seit 1931 arbeitete Irene Grüning an einer umfassenden Studie „Die russische auswärtige Politik unter Sasonow 1910–1916“. Das Material für die Studie sammelte sie in Prag, Paris und Helsinki; die Arbeit war bei Kriegsausbruch 1939 nach dem Urteil von Hoetzsch „so gut wie fertig“.
Sie verfasste zwei Bände einer umfassenden „Geschichte der Ostkirche in Rußland und in der Sowjetunion“. Den 2. Band „Ostkirche in der Sowjetunion, 1917 bis 1943“ übernahm der Verlag Hirzel in Leipzig und setzte ihn 1944/45 ab. Beide Bände verbrannten in den Bombennächten. Nur ein Bruchstück „Die autokephale östlich-orthodoxe Kirche in Polen, 1922–1938“ konnte abgezweigt und im Jahrbuch des Osteuropa-Instituts Breslau, 1940/41, veröffentlicht werden. In ihrem Aufsatz über „Die autokephale orthodoxe Kirche in Polen in den Jahren 1922–1939“ untersuchte die Historikerin die institutionelle, wie personelle Entwicklung der fünf orthodoxen Diözesen Warschau-Cholm, Wilna, Grochno, Polesien und Wolhynien in den Anfangsjahren des neu gegründeten polnischen Staates bis zum Beginn des Zweiten Weltkriegs. In den Augen Grünings wurde das Erlangen der Unabhängigkeit von der russischen Kirche maßgeblich geprägt und erschwert durch die Nachwirkungen des polnisch-sowjetischen Krieges von 1920 bis 1921 und die Auseinandersetzungen der Kirche mit der polnischen Regierung, die von Konflikten um die Einführung des gregorianischen Kalenders gekennzeichnet gewesen seien.
Grünings Artikel war von weitreichender politischer Bedeutung und diente als Nachweis der vermeintlichen Illegalität des polnischen Staates. Denn die im Artikel behandelte Neuordnung der orthodoxen Diözesen hing unmittelbar mit den von Polen im Frieden von Riga 1921 gewonnenen östlichen Gebieten zusammen. In dem von der Entente 1919 favorisierten Lösungsvorschlag die Curzon-Linie als Polens östliche Grenze anzunehmen, die sich vornehmlich an den Minderheitenverhältnissen orientiert hatte, wurde durch den militärischen Erfolg Polens gegen Russland zunichtegemacht. Nach dem Friedensschluss von Riga verlief die Grenze Polens circa 250 Kilometer weiter östlich. Die polnische Regierung reklamierte die hinzugewonnenen Gebiete mittels des historischen Bezugs auf die litauisch-polnische Verbindung von 1569. Grünings Darstellung folgte hier durchaus „volksgeschichtlichen“ Mustern, wenn sie die östlichen Gebietsgewinne Polens als „offizielle Einverleibung Wilnas“ beschreibt oder vom „Siedlungsraum der orthodoxen Bevölkerung“ spricht. Die untersuchte Auseinandersetzung zwischen polnischem Staat und orthodoxen Gemeinden, erschien in der Darstellung der Autorin somit als eine Konsequenz aus dem unrechtmäßigen Gebietszuwachs Polens.
Als Ergebnis der Beschäftigung mit der russischen neueren Geschichte erschien die Studie „Graf Georg Cancrin, russischer Finanzminister 1821–1844“ in Bd. 3 der von der Historischen Kommission für Hessen und Waldeck herausgegebenen „Lebensbilder aus Kurhessen und Waldeck 1830–1930“, Marburg 1942.
Zudem war ein Band innerhalb der institutionseigenen Publikationsreihe geplant, in dem die Korrespondenz des Leiters des russischen Fürsorgekomitees für ausländische Kolonisten in Odessa, Samuel Kontenius, vorgesehen war. Diese Briefe sollten „einen tiefen Einblick in das Wirken des deutschblütigen Beamten und des Fürsorgekomitees“ geben. Zum anderen war Grüning als Bearbeiterin einer Publikation über das Deutschtum in der Duma und im Reichsrat nach den Protokollen der beiden Häuser vorgesehen. Des Weiteren war Grüning noch mit einem Nachschlagewerk über „deutsche Führungspersönlichkeiten in Rußlands Geschichte“ beschäftigt, von dem nur ein Aufsatz im Jahr 1942 veröffentlicht wurde. Der Aufsatz befasste sich mit dem deutschstämmigen russischen Finanzminister am Ende des 18. Jahrhunderts, Georg Cancrin, und dessen Bedeutung als „Volksdeutscher“ für die wirtschaftliche, politische und gesellschaftliche Entwicklung Russlands. Das Lexikon erschien nicht mehr.

## Schriften (Auswahl)
- Dissertation: Die russische öffentliche Meinung und ihre Stellung zu den Großmächten vom Berliner Kongress bis zum Abschluss des franke-russischen Bündnisses, Berlin/Königsberg 1929.[3]
- Graf Georg Cancrin, russischer Finanzminister 1821–1844 in Band 3 der Lebensbilder aus Kurhessen und Waldeck 1830–1930, Marburg 1942.